# Photoscotosia nonfasciata
Photoscotosia nonfasciata là một loài bướm đêm trong họ Geometridae.